# ZACA反応
ジルコニウム触媒による不斉カルボアルミ化反応（ジルコニウムしょくばいによるふせいカルボアルミかはんのう、英: zirconium-catalyzed asymmetric carbo-alumination reaction、ZACA反応）は、根岸英一によって開発された触媒反応である。ZACA反応により、キラルなビス-インデニルジルコニウム触媒（例えばキラルなテルペン残基を持った(+)- あるいは (−)-bis[(1-neomenthyl)indenyl]zirconium dichloride）の影響下、有機アルミニウム化合物を用いたアルケンのキラルな官能基化が容易になる。最初の段階で、アルケンが試薬のAl-C結合に挿入し、新たなキラル有機アルミニウム化合物を形成する。この化合物ではアルミニウム原子はより立体障害の少ない位置を占めている。この中間体は通常、酸素によって酸化され、対応するキラルアルコールが形成される（参考: ヒドロホウ素化-酸化反応）。この反応はジエンにも適用することができ、最も立体障害の小さな二重結合が選択的に攻撃される.。